# Кожаметова Багдагуль
Багдагуль Кожаметова (Ходжиметова) (1920, поселення біля селища Караузяк, тепер Республіка Каракалпакстан, Узбекистан — ?) — радянська узбецька діячка, колгоспниця колгоспу імені Тельмана Чимбайського району Каракалпацької АРСР. Депутат Верховної ради СРСР 2-го скликання.

## Життєпис
Народилася в бідній селянській родині. Закінчила початкову сільську школу. Трудову діяльність розпочала в 1936 році колгоспницею колгоспу імені Димитрова 9-ї аульної ради Караузяцького району Каракалпацької АРСР.
З 1938 року — колгоспниця колгоспу імені Тельмана Пахта-Абадської аульної ради Чимбайського району Каракалпацької АРСР. Збирала високі врожаї бавовни.
Подальша доля невідома.